# Ritratto di Margherita
Ritratto di Margherita è un dipinto a olio su tela (73 x50 cm) realizzato nel 1916 dal pittore italiano Amedeo Modigliani. Fa parte della collezione di N. H. Abrams a New York.

## Descrizione
Osservando il quadro, l'immagine che risalta subito all'occhio, in primo piano, è una donna seduta di fianco. Gli occhi fissano il "vuoto" e ci trasmettono uno sguardo pensoso. I capelli sono lisci e scuri, di un colore che si avvicina al nero e non sono molto lunghi, arrivano al collo. Sotto i capelli si intravedono delle ciglia sottili, con due occhi grandi di colore castano intenso. Un naso ben pronunciato, delle labbra rosse, di un rosso molto "forte" e un collo slanciato. L'abito che indossa, un vestito di colore bianco, ci fa capire che ella è nella sua abitazione. Sullo sfondo, invece, troviamo delle pareti di un colore marroncino che ci fanno presumere che la donna sia in una stanza.